# 前田健 (バレーボール)
前田 健（まえだ けん、1948年7月9日 - ）は、日本のバレーボール解説者・指導者、実業家。

## 人物
東京都杉並区出身。
全日本女子バレーボールチーム監督や日本バレーボール協会副会長などを務め、日本バレーボール界の重鎮だった前田豊が父、全国家庭婦人バレーボール連盟（ママさんバレーボール）名誉会長などを務めた前田琴子は母。
上智大学在学中、父と同じく高校バレーボールの名門チームである中村学園を春の高校バレーの優勝に導いた。
パキスタン代表監督を経て、1978年3月からはカナダ男子代表監督に就任し、世界選手権では20位に終わり、来日しても二流チームにしか相手にされなかった。1979年にはプエルトリコサンフアンで開催されたパンアメリカン競技大会でカナダ初の国際大会でのメダルとなる銅メダルを獲得し、1981年にはイングランドで開催されたコモンウェルスゲームズで優勝したが、1981年の2度目の来日では全日本に5戦全敗に終わる。1982年には世界選手権で11位に引き上げ、1983年にエドモントンで開催されたユニバーシアードでは決勝に進出し、決勝戦では約1万3000人の熱狂的なファンの前でキューバに惜敗したが、銀メダルを獲得。1984年のロサンゼルス五輪では予選リーグ最終戦で日本を下し、3位決定戦では接戦の末イタリアに敗れたが、カナダにとってオリンピックバレーボール史上最高の成績となる4位入賞を果たす。
在任中はフィジカルトレーニングにかなりの時間を費やし、世界で最も体力とフィジカルに優れたチームの一つとして認められたほか、選手に勝利への情熱と、カナダの国旗を着けることへの誇りを植え付けた。
練習は特にレシーブを重点にしたため、初めは大学生を中心にした選手は嫌がったが、来日してレシーブの重要さを知り納得した。 
帰国後はイトーヨーカドーバレー部監督や日本バレーボール協会女子強化員長、ママさんバレーの指導者、解説者としてもテレビ、ラジオの中継で活躍している。
1998年の長野五輪ではカナダオリンピックチームのオリンピックアタッシェに選ばれ、カナダ国旗を身にまとってオリンピックの開会式に入場行進した。
父が経営する日本文化出版に入社し「月刊バレーボール」の発行責任者となり、現在は社長も務めている。
2003年にカナダバレーボール殿堂入り。

## 指導者歴
- 中村高等学校（1971-1973年）
- ヤシカ（1973-1975年）
- パキスタン代表
- カナダ男子代表（1977-1984年）
- イトーヨーカドー（1986-1989年）